# Agyrta porphyria
Agyrta porphyria är en fjärilsart som beskrevs av Pieter Cramer 1782. Agyrta porphyria ingår i släktet Agyrta och familjen björnspinnare. Inga underarter finns listade i Catalogue of Life.

## Bildgalleri

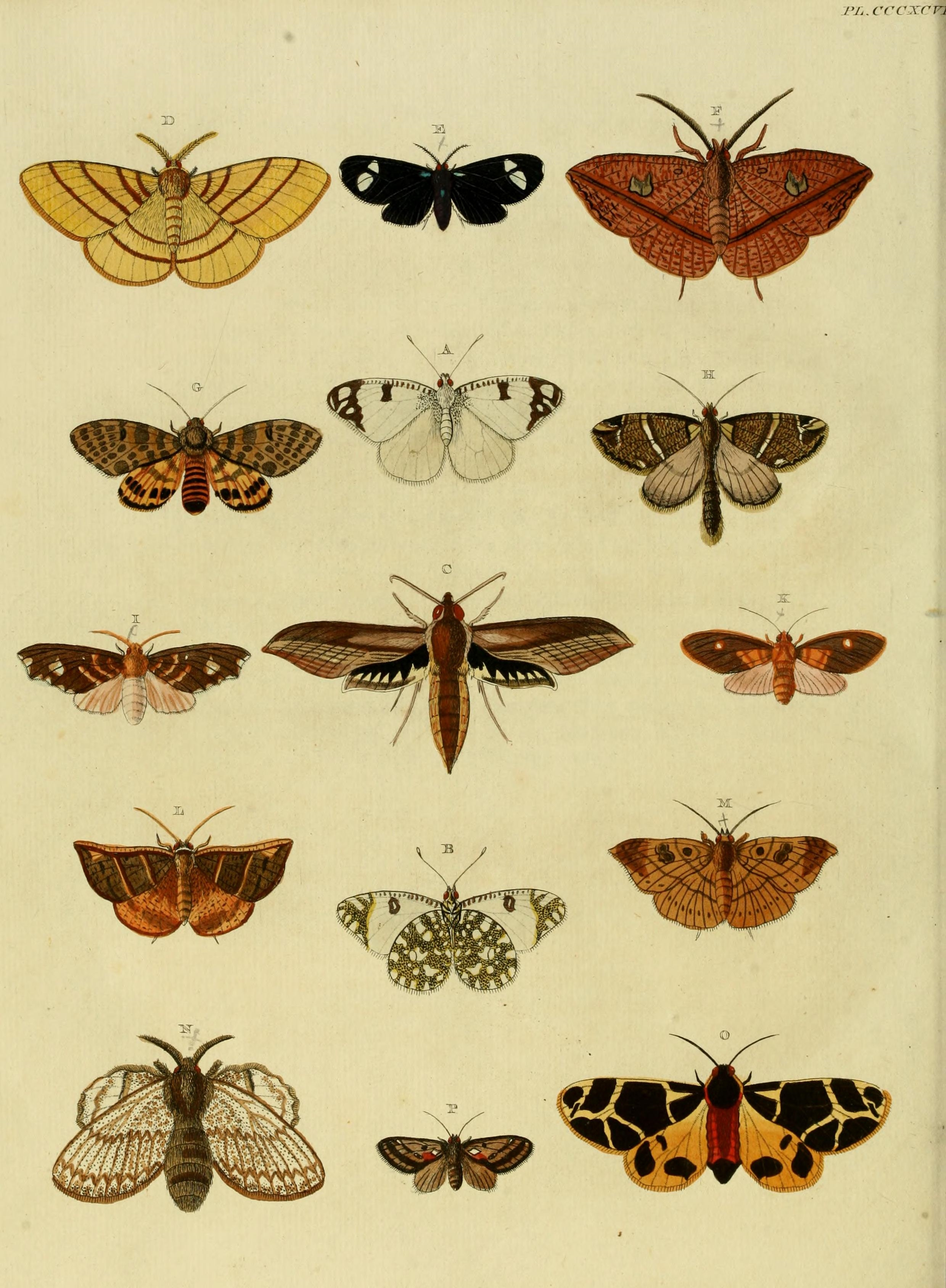